# Entrecasteaux
Entrecasteaux – miejscowość i gmina we Francji, w regionie Prowansja-Alpy-Lazurowe Wybrzeże, w departamencie Var.
Według danych na rok 1990 gminę zamieszkiwało 709 osób, a gęstość zaludnienia wynosiła 22 osoby/km² (wśród 963 gmin regionu Prowansja-Alpy-W. Lazurowe Entrecasteaux plasuje się na 427. miejscu pod względem liczby ludności, natomiast pod względem powierzchni na miejscu 308.).